# Herne Bay
Herne Bay är en stad i grevskapet Kent i sydöstra England. Staden ligger i distriktet Canterbury, cirka 11 kilometer nordost om Canterbury och cirka 7,5 kilometer öster om Whitstable. Tätorten (built-up area) hade 24 875 invånare vid folkräkningen år 2021.